# Хронология на руското нападение над Украйна
Тази статия проследява развитието на нападението, започнало на 24 февруари 2022 година. Поради динамиката на събитията и по начина на съставянето ѝ тази статия може да не удовлетворява докрай критериите за пълнота и енциклопедичност на съдържанието. Моля, имайте предвид, че някои събития може да бъдат обхванати, анализирани, осмислени и оценени само от позицията на времето, след задълбочено изследване в различни научни полета на причините, процесите, факторите и последствията от тях.

## Бойни действия в Украйна през февруари - март 2022 година
Около 5 часа сутринта местно време на 24 февруари Русия започна всеобхватна инвазия в Украйна, с което потвърждава очакванията за сериозна ескалация на продължаващата руско-украинска война. Кампанията е предшествана от продължително натрупване на руска техника, артилерия и войски от началото на 2021 г., както и от многобройни руски искания за мерки за сигурност и налагане на забрани с правни инструменти срещу присъединяването на Украйна към НАТО.

### Начало на бойните действия: руски Блицкриг (24 февруари – 25 март 2022)
На 24 февруари,  Владимир Путин обявява, че е взел решение да започне военна операция в Източна Украйна. (дълго време Путин не използва термина „война“, а „воена операция“ или „специална операция“) В обръщението си, Путин обявява, че няма планове за окупация на цяла Украйна и че подкрепя правото на народите на Украйна на самоопределение. Според него, Русия се стреми към „демилитаризация и денацификация“ на страната и призовава украинските войници да свалят оръжието си. Минути след изявлението на Путин е съобщено за удари по Киев, Харков, Одеса и Донбас. Малко след това руската армия навлиза близо до гр. Харков. Официални украински лица съобщават за мащабни десанти в градовете Мариупол и Одеса. Междувременно, Русия изстрелва крилати и балистични ракети по летища, военни щабове и военни складове в Киев, Харков и Днепър. Също така, Русия атакува Киев с авиация. Би Би Си цитира други източници, според които войските също така навлизат в Украйна от полуостров Крим и откъм Беларус. Руснаците действат на широк фонт, предприемайки атаки срещу Луганск, Суми, Харков, Чернигов ,Житомир, и Подилск. Макар и трудно, Министерството на отбраната на Украйна успява да задейства своето ПВО и да премине в отбрана. В първите часове на атаката президентът Володимир Зеленски обявява въвеждането на военно положение в Украйна, а на следващия ден нарежда пълна мобилизация на украинската армия за 90 дни.

##### Битка за Киев ( 24февруари 2022 - 2 април 2022)
От 24 февруари 2022 се водят тежки боеве за гр. Киев. Все пак на 17 - 22 март руските войски са отблъснати и ВСУ минават в контранастъпление.

### Бойни действия в направление "Юг"
За разлика от боевете на север и на североизток, руските операции на изток и на юг са по-ефективни. Най-добре обучените и оборудвани руски части са разположени на югоизток от Донбас, където атакуват тила на украинските отбранителни позиции. Руските военни сили, настъпващи от Крим, са разделени на две колони. 

##### Битка за Мелитопол (25 - 26 февруари 2022)
След двудневни сражения (25-26 февр.2022) Русия заявява, че е завладян Мелитопол. Новината е потвърдена от местните власти на 01 март същата година
Битка за Херсон (24 февруари 2022 - 25 февруари 2022)
На 24 февруари 2022 руските военни части атакуват Херсон. На 27 февруари успяват да го обсадят, а на 2 март 2022 завладяват по-голямата част от него. На 23 март 2022 ВСУ преминава в контраатака и до 25 март 2025 успява да прогони руските военни сили от Херсон
Битка за Николаев (26 февруари 2022- 24 март2022)
От 26 февруари 2022 се водят тежки боеве за гр. Николаев. Той е ключов транспортен възел за настъплението на Русия Там се намира единствения мост през река Южен Буг. В крайна сметка ВСУ успява да отблъсне руските войски.
В началото на март над 66 хиляди мъже се завръщат в Украйна и съставят 12 бойни бригади, но Русия има превъзходство по въздух и се възползва масимално от този факт. Русия започва инвазията си с приблизително 190 000 войници, към които в хода на войната се присъединяват допълнителни войски от Чечения, Сирия и други места.
Въпреки тежките боеве край Харков и Чернигов, ВСУ успява да удържи и двата града под украински контрол. Същевременно в Беларус, близо до украинската граница, са разгърнати допълнителни сухопътни сили и хеликоптери за наземни удари. В началото на март руските войски превземат Волноваха и Херсон, както градове и села в северната част на Луганска област. На 5 март жителите на Херсон излизат на мирно шествие срещу руските окупатори, както и в Бердянск (Запорожка област), където също се провежда мирна демонстрация. 
Володимир Зеленски се обръща към НАТО с молба да осигури безопасна зона за полети над Украйна или да осигури авиция. Той отправя искане за разговор с Владимир Путин на четири очи. Путин обаче, настоява, че войната „върви по план“, въпреки че към 3 март Русия е превзела само един голям град (Херсон). Към украинските сили се присъединяват 16 000 чуждестранни доброволци от сформирания на 27 февруари 2022 г. Международен легион за териториална отбрана на Украйна.
Александър Лукашенко обявява, че Беларус ще удвои числеността на войските си на южната си граница (от пет на десет батальона). Пред своя съвет за сигурност, Лукашенко заявява, че това са "добре обучени мобилни групи, които са готови да спрат всяка провокация и всякакви военни действия срещу Беларус“, определяйки мобилизацията като „превантивна акция“
В свое изказване, Владимир Путин заявява, че ще приема страните, които налагат зона, забранена за полети над Украйна, „за участници във военен конфликт и няма значение членове на кои организации са“. Това принуждава западните правителства да проявят предпазливост по темата.
На 14 март е съобщено, че поне два големи града са обкръжени от руските сили - Харков и Суми. Градовете Ирпен и Буча са подложени на тежки бомбардировки, но не са превзети. ВСУ запазват контрола си над Чернигов, но с цената на много цивилни жертви. Министерството на отбраната на САЩ предупреждава, че руските сухопътни сили изглежда са готови да атакуват Одеса, вероятно в координация с десантно нападение. Значителни руски военноморски сили настъпват в района на Одеса. На 15 март се потвърждава становището на британското военно разузнаване, че Русия е извършила пълна морска блокада на украинските пристанища

### Застой на руската офанзива ( 28 февруари - 25 март 2022)
През втората половина на март, настъплението на руските войски е затруднено. Офанзивата срещу Киев и Николаев на практика спира. Харков и Мариупол, които са подложени на непрекъснат обстрел, не са превзети, а руските сили не успяват да установят контрол над украинското въздушно пространство. Първоначалната цел на руските войски е бързото превземане на Киев, Харков и редица други големи градове. Тази цел не е постигната.  
На 25 март генерал-полковник Сергей Рудской, първи заместник-началник на генералния щаб на Русия, прави  публични коментари относно руската военна стратегия в Украйна. Той заявява ,че „първият етап“ от военния план на Русия вече е завършен и основният фокус сега е съсредоточен върху Източна Украйна, по-специално върху „освобождението на Донбас“.

## Бойни действия (26 март - 8 април 2022)
Постепенно войната става позиционна. Русия е отблъсната от Киев и Николаев, води се тежка битка за Харков.
Битка за Харков
На 25 март Украйна обявява, че започва контраофанзива в областите Суми, Киев и Харков. От своя страна, руските сили получават заповед напълно да се изтеглят от територията на северна Украйна с цел прегрупиране и подготовка за настъпление в Донбас.  На 1 - 2 март ВСУ навлизат в село Макарива и укрепват позициите си там. На същият ден (2 март) руските военни сили извършват въдушен десант. и завземат село Макарива Те успяват да се приближат до покрайнините на Горловка, Донецка област и планират настъпление към града. На 2 март руски конвой навлиза във Вознесенск. Все пак градът устоява,  въпреки че масираният обстрел прекъсва електрификацията и топлоподаването на Харков.  През първата половина на април, украинските войски в северна Украйна напълно освобождават Киевска, Житомирска, Сумска и Черниговска области.
1 април
На 1 април Русия изстрелва ракети от Крим и нанася удари в Одеска област. Ракетите поразяват жилищни райони. Руските власти се оправдават, че украински хеликоптери са ударили петролно депо в руския град Белгород. Това е първия случай от началото на войната, когато Русия съобщава за въздушен удар на собствена територия.
Володимир Зеленски лишава двама генерали – служители на разузнаването в Службата за сигурност на Украйна – от военното им звание, наричайки ги „предатели“ и „антигерои“. Единият от тях е бивш началник на главния отдел за вътрешна сигурност, а другият – бивш ръководител на офиса на агенцията в Херсонска област, чиито административен център е един от малкото големи украински градове, паднали от руските сили. През това време Украйна прави „успешни, но ограничени“ контраатаки източно и североизточно от Киев.  ВСУ успяват да отвоюват от руснаците селата Слобода и Лукашивка (Черниговска област).
2 април
С възстановяването на контрола на Украйна над градовете Буча и Ирпен се разкрива картината на разрушени къщи, изгорени танкове и тела на убити цивилни, пръснати по улиците. Става ясно, че руската армия е извършила етническо прочистване. Открити са стотици тела на убити украинци, както и масови гробове. Много мъже са разстреляни с вързани на гърба ръце.  Европейски политици, като германския вицеканцлер Роберт Хабек, френският президент Еманюел Макрон и британският премиер Борис Джонсън, осъждат клането и намират Русия за виновна. Руската позиция е, че сведенията за екзекуциите в град Буча са лъжа. Тази позиция остава непроменена, въпреки представените доказателства и извършените независими проверки на факти, опровергаващи руските обвинения, че изображенията на цивилни, убити в града, са инсценирани.
3 април
На 3 април руските военни предприемат активно изтегляне от Сумска област. Преди това, в продължение на няколко дни, нови колони на руската армия влизат в района на Суми, окопават се, тероризират и обстрелват цивилни, но ВСУ и силите за отбрана на Украйна успяват да ги изтласкат през цялата Черниговска област.

6 април
Артилерийските атаки продължават в части от Луганск и Донецк. Генералният щаб на ВСУ съобщава, че Русия атакува позиции на украинската армия и цивилна инфраструктура в намиращите се в района на Донбас, Боривске, Новолуганск, Солодке, Маринка, Золота Нива и Северодонецк. Русия засилва обстрела си в източната и южната част на страната.  Украинските власт твърдят, че  че руските сили се прегрупират  за нова офанзива в Донбас,  която ще последва в  рамките на 3 до 4 дни. 
Общинският съвет на Мариупол съобщава, че Русия използва крематориуми, за да заличава доказателствата за своите военни престъпления. Според съвета на обсадения град, в Донецка област руските специални бригади събират и изгарят телата на убитите жители, за да не бъдат разкрити престъпленията им, подобно на случилото се в Буча. 
Германският канцлер Олаф Шолц казва пред парламента, че Германия може да изпрати в Украйна само оръжия, които ще знае как да използва, като посочва, че украинските сили използват много по-старо оборудване. Това означава, че оръжията, използвани някога от армията на ГДР, са подходящи. Решението на Германия да изпрати оръжие в зона на конфликт след началото на войната в Украйна, представлява исторически обрат в политиката на страната и първи подобен ход след Втората световна война.
Междувременно онлайн е розпространено видео, публикувано на 29 март, което е  представено като свидетелство за застрелването от украински военни на пленен руски войник. Вероятното място на извършване на екзекуцията е на главния път, свързващ Дмитровка с Ирпин и Буча.   Поради униформите и други обозначителни знаци на лицата, участващи в заснетия клип, се предполага, че извършителите са от ВСУ, но първоначалната проверка на фактите не може да потвърди категорично тази хипотеза

## Бойни действия между (8 април - 1 май 2022)

### 8 – 14 април
8 април
В началото на април Русия започва серия от ракетни удари срещу градове в източна и южна Украйна. Част ои инфраструктурата на Днипро е разрушена от ракети.  Одеса също търпи сериозни щети. На 10 април руската армия започва нова офанзива в Донбас.
В своя реч по време на посещение в северната германска провинция Шлезвиг-Холщайн, германският канцлер Олаф Шолц заявява, че масовите убийства, разкрити в началото на април след изтеглянето на руските войски от киевското предградие Буча, са „военни престъпления, които няма да приемем“. Шолц е категоричен, че извършилите зверствата в Буча трябва да бъдат държани отговорни и „това е нещо, което не можем да забравим.“ Думите му са повторени от председателя на Европейската комисия Урсула фон дер Лайен.  В източна Украйна е забелязан конвой от стотици руски военни превозни средства с дължина от 12 км. Той се е насочил на юг от град Велики Бурлук, към Донбас, където проруски сепаратисти държат под контрол големи територии. Целта на офанзивата в Донбас е евентуално обкръжаване на украинските войски в региона чрез настиск на север от района на Харков и на юг от град Донецк. Подкреплението би довело до числено превъзходство на Русия по отношение на танкове и бронирана техника.  Русия засилва кампанията си за „мобилизация“ в региона на Донбас и се опитва да набира дори мъже, които не отговарят на изискванията за военна служба. Според британското разузнаване, Русия се опитва да увеличи числеността на войските с персонал, уволнен от 2012 г.
9 април
Британският премиер Борис Джонсън пристига в Киев за  среща с украинския президент Володимир Зеленски. През деня губернаторът на Луганска област Сергей Гайдай казва в интервю за обществената телевизия, че близо една трето от жителите все още остават в градовете и селата в региона. Гайдай настоява цивилните да бъдат евакуирани. Това е свързано с плановете на Русия да засили атаките си в района на Източен Донбас, който включва Луганск, в стремежа си да създаде сухопътен коридор към Крим.
Министерството на отбраната на Обединеното кралство публикува  информация, според която са налице доказателства, че усилията на Русия в Украйна непропорционално са насочени към невоенни цели. В съобщението  се казва, че оттеглянето на Русия от северна Украйна разкрива масови гробове; използване на заложници като живи щитове и миниране на гражданска инфраструктура. Министерството на отбраната на Обединеното кралство разполага със свидетелства, че руските сили са използвали самоделни експлозиви , за да „причинят жертви, да сломят духа и да ограничат свободата на движение на Украйна“ и продължават да атакуват гражданската инфраструктура с „висок риск“ от нараняване на цивилни, какъвто е случаят с двата удара по резервоар за съхранение на азотна киселина близо до град Рубежне в Луганска област на 5 и 9 април.
10 април
Руското министерство на отбраната обявява, че миналата вечер са извършени руски удари срещу  градовете Днипро, Николаев и Харков. Според говорителя на министерството, генерал-майор Игор Конашенков, са засегнатите следните обекти: два контролни пункта, складове с гориво и боеприпаси и 49 пункта за военна техника и подкрепления, а осем украински безпилотни самолета са свалени във въздуха.
Генералният щаб на ВСУ съобщава, че Русия се готви за „офанзивна операция“ за пробив на отбранителните линии в Донбас. Руската армия продължава да прегрупира техниката и войските си, прехвърляйки батальонни тактически групи в Белгород, Воронеж и Курск – региони на границата с Украйна. Според Генералния щаб, основната цел е да се поеме пълен контрол над украинските градове Попасна, Рубижне, Нижне и Новобахмутивка в районите на Северодонецк и Лисичанск.
Губернаторът на Луганск, Сергей Хайда информира че  руската армия открива огън срещу Северодонецк.. Социалната и критичната инфраструктура на Северодонецк е почти разрушена. По същото време, при обстрел в Харковска област са убити 10 души, сред които едно дете, а 11 души са ранени при обстрел. Град Изюм остава гореща точка в региона, информира началника на Харковската областна военна администрация.

12 април
Градският съвет на Мариупол съобщава, че руските сили са депортирали незаконно в Русия 33 500 от жителите на града. Кметът на Мариупол Вадим Бойченко заявява, че властите работят по връщането на депортираните жители и че към процеса са се включили няколко посолства на европейски държави. Бойченко подчертава, че се събират доказателства за военните престъпления на Русия в Мариупол, които трябва да бъдат разследвани с оценка от международните институции в областта на наказателното.право.
13 април
Президентите на Полша, Литва, Латвия и Естония - Анджей Дуда, Гитанас Науседа, Егилс Левитс и Алар Карис, пристигат с влак на посещение в разположения северозападно от Киев град Бородянка, за среща с Володимир Зеленски в знак на подкрепа за страната. В съобщение, публикувано в в Tуитър, Науседа заявява, че четирите държави ще продължат да се застъпват за членството на Украйна в ЕС“. Всички те споделят тревогата, че могат да бъдат нападнати от Русия в бъдеще, в случай, че Украйна загуби тази война.
14 април
Украйна  успява да отблъсне осем руски атаки в Донецк и Луганск за последните 24 часа. Междувременно руските войски продължават да се прегрупират, за да подкрепят настъпателните операции в районите на Донецк и Луганск, най-вече град Мариупол, и да изместят фронтовата линия до административните граници на тези два региона. Непосредствената цел на Русия е да обгради 44 000 украински войници в Донбас, след което да се опита да превземе областта.
За първи път след нахлуването си руските военни  решават да използват далекобойни бомбардировачи, за да атакуват обсадения пристанищен град Мариупол, съобщава украинското министерство на отбраната. Говорителят на министерството Александър Мотузяник казва, че Русия сега концентрира усилията си върху превземането на Рубежне, Попасна и Мариупол. Активни боеве се водят около стоманодобивната и железарска фабрика Илич в Мариупол, както и в района на пристанището.

### 15 – 21 април
15 април
Часове след потъването на „Москва“ руското министерство на отбраната заявява, че планира да нанесе ракетни удари „по цели“ в Киев и обявява, че такъв удар е извършен по украински завод за производство на зенитни и противокорабни ракети извън Киев.
През март Русия губи и един от заместник-командирите на Черноморския флот и капитан първи ранг Андрей Палий, убит край унищожения от руските сили пристанищен град Мариупол на 20 март.
В същия ден при обстрел на Харков загиват 34 цивилни. Сред жертвите на обстрела в жилищен район са четири деца – три са ранени, а седеммесечно бебе е било убито. Русия продължава да отрича, че атакува цивилни, макар, че има факти и доказателствата за това.
16 април
Руското министерство на отбраната обявява, че градската зона на Мариупол е прочистена от украинските войски, а малкото останали бойци са обсадени в стоманодобивния завод „Азовстал“.
Според информация, разпространена от вицепремиера на Украйна Ирина Верещук, 700 украински войници и 1000 цивилни – са държани в плен от руските сили. По думите ѝ Киев възнамерява да размени пленените войници, тъй като Украйна държи приблизително същия брой руски войски, но настоява цивилните да бъдат освободени „без никакви условия“.
17 април
Руските сили обявяват, че за интервал от 4 часа между 06:00 и 10:00 сутринта (московско време) на 17 април предоставят възможност на украинските войници да напуснат укрепленията си в стоманодобивния завод „Азовстал“ в Мариупол без да бъдат атакувани, при условие че оставят оръжията и боеприпасите си. Тези, които го направят, ще бъдат третирани в съответствие с Женевската конвенция за военнопленниците, казва се в изявление на руското министерство на отбраната. Съгласно предложените от Русия условия руските сили ще вдигнат червени знамена в 06:00 часа на 17 април, а украинците трябва да вдигнат бели знамена по периметъра на стоманодобивния завод. Липсва официална позиция от украинска страна относно поставения ултиматум.
„Ръководейки се от чисто хуманни принципи, руските въоръжени сили предлагат на бойците от националистически батальони и чуждестранни наемници да спрат всякакви военни действия и да сложат оръжие“, се казва в изявление на министерството на отбраната. „Азовстал“ се намира в индустриална зона, която гледа към Азовско море, и се простира на повече от 11 квадратни километра. Там са разположени множество сгради, доменни пещи и железопътни линии. Руското министерство на отбраната твърди, че неговите войски са „прочистили напълно“ градската зона на Мариупол от украинските сили и са блокирали „останките“ в стоманодобивния завод „Азовстал“.
След изтичането на определения едностранно и ултимативно от Русия срок за капитулацията на останалите украински войски в Мариупол Украйна декларира, че нейните сили ще се „борят до края“ за обсадения пристанищен град. „Градът все още не е паднал“, заявява министър-председателят на Украйна Денис Шмихал часове след изтичането на крайния срок за сваляне на оръжието и предаване на защитаващите Мариупол бойци, позиционирани в използвания като крепост стоманодобивен завод „Азовстал“. „Все още ги има нашите военни сили, нашите войници. Така че те ще се борят докрай", казва Шмихал пред ABC. Завземането на пълен контрол над Мариупол – най-голямото търговско пристанище в Азовско море, от което Украйна изнася зърно, желязо, стомана и тежки машини – е основна стратегическа цел на Русия от началото на инвазията на войната. Осъществяването ѝ би улеснило Русия в концентрирането на повече войски за нова офанзива на изток, от чийто успех зависи позицията на Русия във воденето на преговори с Украйна.
18 април
Руските държавни медии твърдят, че Русия е ударила 315 цели в Украйна през нощта на 17 срещу 18 април, в резултат на което са унищожени четири склада за оръжие и военно оборудване с ракети „Искандер“ и са свалени три самолета и единадесет дрона.
Липсата на информация и контакт с част от екипажа на потъналия ракетен крайцер „Москва“ въпреки официалната позиция на Министерството на отбраната, че всички са били евакуирани и не са регистрирани човешки жертви, започва да предизвиква въпроси и обвинения от страна на семействата на някои от служители на флагмана на руския Черноморски флот. В групи в социалните медии, чиито членове са майки на руски войници, изпратени в Украйна, се разпространяват и коментират снимки и молби на родители, които търсят изчезналите си синове, съобщава Washington Post.  Преди това МО разпространява видео, на което се виждат около 100 или повече моряци и което се използва като доказателство за липсата на жертви при потъването на „Москва“. Не се съобщава колко души са били на борда на кораба по време на инцидента, но размерът му през годините варира между 500 и 600 души според докладите на руската държавна информационна агенция и съобщенията на Министерството на отбраната.
Интензивните военни действия в Украйна засягат и енергийната мрежа на страната, оставяйки над 4,6 милиона души с ограничен достъп до вода. Общо над 6 милиона души в Украйна се борят всеки ден да имат питейна вода, информира UNICEF Ukraine чрез публикация в своята официална страница в Twitter. Службата на ООН за координация на хуманитарните въпроси в Украйна съобщава, че до 30% от земеделските ниви в страната няма да се използват за засаждане на пшеница, ечемик, слънчоглед и царевица през 2022 г., а продължаващите военни действия могат да предизвикат глобална продоволствена криза.
19 април
Русия започва своето настъпление, за да поеме контрол над източния регион на Украйна Донбас. Според украинския президент Володимир Зеленски „Битката за Донбас“ е започнала на 18 април като „много голяма част от цялата руска армия сега е съсредоточена върху тази офанзива“. Руското министерство на отбраната твърди, че неговите ракетни и артилерийски сили са поразили стотици украински военни цели в нощта на 18 срещу 19 април, в т.ч. съоръжения в Донбас и в южния регион Николаев – ключов опорен пункт по пътя към черноморското пристанище Одеса.
Атаките се простират по цялата фронтова линия от 480 км и са описани от регионалният военен администратор за Луганск Сергей Хадай като „ад“. „Офанзивата, за която говорихме от седмици, започна. В Рубежне и Попасна има постоянни боеве, има боеве и в други мирни градове“, казва Хадай в публикация във Facebook. Малкият град Кремина в източната област Луганск е завзет от руските сили след като украинските войски се оттеглят, за да се прегрупират, информират представители на местните власти. Окупаторите щурмуват и стоманодобивния завод „Азовстал“ в обсадения Мариупол, където са позиционирани последните украински войски в града
По изчисления на Пентагона Русия вече е изпратила още 11 батальонни тактически групи в Украйна като допълнителни сили, които вероятно добавят между 8000 и 11 000 войници към руските военни сили. Освен това са налични десетки хиляди в резерв на север от Украйна, които се снабдяват и са готови да се включат в битката. Според служители на Украйна и Пентагона руските сили изглежда участват в по-малки атаки, които често са предшественици на по-големи движения на войски или служат за отвличане на вниманието от други фронтове. Според тях тази кампания вероятно ще бъде много по-методична от дълбоките атаки и бързите настъпления, характеризиращи тактиката на Русия в първата фаза на войната. За трети пореден ден украинското правителство заяви, че боевете на изток правят невъзможно евакуирането на цивилни, оставяйки стотици хиляди в капан.
20 април
Според секретаря на Съвета за национална сигурност и отбрана на Украйна Алексей Данилов голямото настъпление на руската армия на Източния фронт всъщност все още не е започнало, но е въпрос на време това да се случи. Боевете по цялата линия на фронта в районите на Донбас и Харков се разгръщат и стават по-интензивни. Въпреки това Данилов вижда потенциал за допълване на нови ресурси и резерви в значителни количества от страна на Русия в период от 2 до 4 седмици и предупреждава, че в никакъв случай не трябва да се подценява силата на агресора.
Сутринта на 20 април вицепремиерът и министър на реинтеграцията на Украйна Ирина Верещук обявява, че от следобяд между Мариупол и Запорожие ще функционира хуманитарен коридор за жени, деца и възрастни хора. Донецката военна администрация съобщава, че няколко автобуса с цивилни, евакуирани от Мариупол, вече се движат към Запорожие, докато градския съвет на Мариупол съобщава, че колона от автобуси и линейки в Орехов (в Запорожска област) е готова да се присъедини към усилията за евакуация на цивилните.
21 април
В нощта на 20 срещу 21 април руски ракети и артилерия поразяват 1001 военни цели в Украйна, включително 162 огневи позиции, а руските сили вече имат пълен контрол над град Кремина в Луганска област, твърди руското министерство на отбраната.
Твърдението на руския президент Владимир Путин, че е освободил града, представлява дезинформация, заявява Държавният департамент на САЩ на 21 април. Руският президент прави това твърдение въпреки признанието на неговия министър на отбраната, че руските военни все още се борят с хиляди украински войници, укриващи се в стоманодобивния завод Азовстал.

### 22-30 април
Командването на руската армия завършва определянето на целите за своите удари, което се доказва от методите на атака, организацията на командването, отделянето на вражеските войски и непрекъснатите настъпателни действия в някои райони. Това е оценката, дадена от говорителя на украинското министерство на отбраната Александър Мотузняк по време на брифинг. Най-интензивна активност на окупаторите се наблюдава в посока Изюм-Бървинкове в Харковска област, обсадения Мариупол в Донецка област и по пътя между Запорожие и Донецк. Според Александър Мотузняк окупационните сили се готвят и за т. нар. „референдум“ за присъединяването на окупираните територии на Херсонска и Запорожка област към Русия, където се провежда активна пропагандна кампания. А за да компенсират загубите в състава на войските си, руските окупационни сили подготвят мобилизация в районите на Херсон и Запорожие и същевременно блокират изходните маршрути от окупираните територии, като не позволяват на местните жители, особено мъжете в наборна възраст, да напуснат.
На 22 април руските сили използват реактивни системи за залпов огън „Ураган“ и отново обстрелват гражданската инфраструктура на Харков и региона. По информация на регионалната държавна администрация окупаторите извършват 56 удара, в резултат на което двама души са убити, а 19 са ранени. Руската армия, представлявана от заместник-командир на Централния военен окръг на Руската федерация, цитиран от ТАСС и РИА Новости, обявява, че целта на руските войски във „втората фаза на специалната операция“ е да установят „пълен контрол над Донбас и Южна Украйна“. Контролът над Донбас ще създаде сухопътен коридор към Крим и ще даде отражение върху жизненоважни съоръжения на въоръжените сили, докато контролът над южната част на Украйна би осигурил друг път за достъп до Приднестровието.
На 24 април руските сили в Мариупол се опитват да щурмуват стоманодобивния завод в града, в който се помещават както войници, така и цивилни граждани. Видео, разпространено сутринта на 23 април, показва жени и деца, криещи се под земята, някои от които почти от самото начало на битката. Според официалното изявление на Кремъл руските военни са завзели целия град с изключение на завода Азовстал, като междувременно нанасят удари на други градове в Южна и Източна Украйна. Русия твърди, че е поела контрола над няколко села в Луганска област и е унищожила 11 военни украински военни цели за една нощ, включително три артилерийски склада.
Според президента на Украйна Володимир Зеленски 23 април е един от най-трудните дни, когато руската армия обстрелва Азовстал от море, суша и въздух, използвайки танкове, артилерия и самолети, а украинската армия, от своя страна, не е готова да разбие обсадата в Мариупол и да спаси обкръжените войски.
Министерството на отбраната на Руската федерация съобщава, че повече от 951 000 жители от региона на Донбас, са били евакуирани в Русия от началото на военните действия, 16 838 от които само в денонощието на 23 срещу 24 април. 174 689 от тези близо един милион украински жители са деца, казва ръководителят на Националния център за управление на отбраната на Руската федерация Михаил Мизинцев на брифинг в деня преди честването на Великден. Той твърди, че желаещите да се преместят в Русия са 2 752 552 души от 2129 населени места в Украйна. Отново Мизинцев обаче изтъква, че руската армия има хуманно отношение към населението на Украйна и не нанася удари по цивилни цели, след като съществуват множество доказателства за това.
На 27 април в Москва се състои среща между генералния секретар на ООН Антониу Гутериш и руския президент Владимир Путин. Генералният секретар на ООН заявява недвусмислено, че смята т.нар. от Русия „военна операция“ за инвазия и казва, че е готов да осигури ресурси за евакуиране на цивилни, блокирани в украинския град Мариупол. Той призовава руския външен министър Сергей Лавров да издаде заповед за прекратяване на огъня в Украйна, а според изявлението на ООН относно срещата Путин „принципно се е съгласил“ с участието на ООН и Международния комитет на Червения кръст в евакуацията на цивилни от завода „Азовстал“ в пристанищния град. Министърът на отбраната на САЩ Лойд Остин предупреждава, че Западът трябва да се „движи със скоростта на войната“, за да подкрепи борбата на Украйна срещу руската инвазия. По време на събитие с участието на министри на отбраната на 40 държави Остин, който е пенсиониран генерал с четири звезди, заявява, че следващите седмици ще бъдат „решаващи за Украйна“.
Руски ракети удрят Киев. Държавната служба за извънредни ситуации на Украйна съобщава, че руски ракетен удар е разрушил частично първите два етажа на 25-етажна жилищна сграда. Ракетите са поразили и инфраструктурни обекти близо до град Фастов в Киевска област. Губернаторът на Харковска област Олег Синегубов казва, че руските сили продължават да обстрелват селища в Харковска област и са направили нов опит да настъпят от Изюм в посока Бражковка, Довхенки и Велика Комишуваха.
Украйна е идентифицирала 10 руски войници от 64-та гвардейска мотострелкова бригада на Русия, които са плячкосвали и измъчвали цивилни по време на едномесечната окупация на Буча, Киевска област, информира главният прокурор на Украйна Ирина Венедиктова. Ново видео, получено от CNN, показва руски войници и превозни средства в близост до телата на убити цивилни в Буча. Видеото е заснето на 12-13 март с дрон и се разглежда като доказателство за извършените зверствата в града по време на окупацията му от руските сили.
Според кмета на Мариупол преди обстрела на болницата броят на ранените е бил 170, а след нараства до над 600. По думите му първоначално в бомбоубежищата на Азовстал са се укрили около 300 жители на града, но след това към тях се присъединяват бежанци от частта откъм левия бряг на града, която е пострадала най-много от руските бомбардировки. Той не може да посочи точна цифра на цивилните, укриващи се в завода, но подчертава, че сред тях има жени, деца и възрастни хора, очакващи евакуацията, но са лишени от достъп до вода, храна и лекарства. 
ВСУ успяват да върнат контрола над 5 населени места в Харковска област, информира Генералния щаб на ВСУ. Според военните са освободени селата Верхня Роханка, Руска Лозова, Слобидске и Прилесне.

## Май 2022

### 1-7 май
Според Вл. Зеленски около 100 цивилни са евакуирани от обсадения Мариупол и се очаква да пристигнат в контролирания от Украйна град Запорожие. Пристанищният град е под руска обсада от началото на войната, а в новинарски репортаж на руска медия, на която се позовава AFP, се съобщава, че броят на цивилните в завода „Азовстал“ е над 500. Международният комитет на Червения кръст съобщава, че в момента участва в операцията. Според руското министерство на отбраната „тези, които искаха да заминат за райони, контролирани от режима в Киев, са предадени на представители на ООН и Червения кръст. Обаче съобщават за 80, а не за 100 цивилни ,а в тези дни огънят е преустановен.
Във вечерното си видеообръщение на 1 май украинският президент се обръща на руски език към руските войници, призовавайки ги да не се бият в Украйна, като каза, че дори техните генерали очакват, че хиляди от тях ще загинат. Той казва, че Русия набира нови войски „със слаба мотивация и ограничен боен опит“, за покрият загубите на единиците, които са били елиминирани през първите седмици на войната. „Всеки руски войник все още може да спаси собствения си живот. За вас е по-добре да оцелеете в Русия, отколкото да загинете на нашата земя“, казва Зеленски.
Руските военни са убили два пъти повече жители на Мариупол през тези два месеца на война, отколкото нацистка Германия през двете години на окупация на града по време на Втората световна война, заявява кметът на Мариупол Вадим Бойченко. По време на окупацията на Мариупол в хода на Втората световна война нацистите са убили 10 000 души, докато руските окупатори са отнели двойно повече човешки животи за два месеца от обсадата на Мариупол, казва Бойченко, определяйки извършеното от Русия като геноцид.
На 2 май ВСУ съобщават ,че руските войски се опитват да поемат контрола над градовете Рубижне и Попасна в Луганска област и да получат пълен контрол над региона. Руските войски също настъпват на юг към Донецка област откъм Изюм, Харковска област.
Над 150 цивилни, евакуирани от „Азовстал“, пристигат в Запорожие на 3 май, докато близо 1000 души остават в обсаденото съоръжение. Руските войски се опитват да проникнат в завода след интензивен нощен обстрел, при който са убити две жени. На 4 май успешно са евакуирани 344 жители на Мариупол.
На 4 и 5 май в разрушения стоманенодобивен завод „Азовстал“ в Мариупол се водят тежки боеве между руските сили и малцината останали защитници на града. Служители на Пентагона твърдят, че по-голямата част от руските сили, разположени до този момент в Мариупол и ,че са се дислоцирали на север. Прессекретарят на Пентагона, Джон Кърби съобщава, че Мариупол остава под обсада, а останалите в завода украински войници все още се съпротивляват; през това време атаките срещу града се извършват главно чрез авиция. Президентът на Украйна, Володимир Зеленски, подчертава в обръщението си на 5 май, че обстрелът продължава, въпреки че в „Азовстал“ все още има цивилни, които не са евакуирани, главно жени и деца.
В Донецка област ВСУ успява да спре множество атаки на руските сили по река Северски Донец като така те не успяват да създадат плацдарм за обграждане на градовете Северодонецк и Лисичанск. Въпреки усилията си руските войски успяват да превземат градовете Попасна и Рубижне в Луганска област, за да осигурят „благоприятни условия“ за офанзива срещу Лиман и Северодонецк, съобщават ВСУ. Междувременно Вл. Залужни заявява ,че още продължават ожесточени боеве в района на Попасна, Кремина и Торске в Луганска област, където приоритетно са съсредоточени усилията на руските сили. Според говорителя на Пентагона Джон Кърби обаче руските войници постигат „малък прогрес“ в Донбас и по-специално в северната част от областта, докато украинските защитници в района „оказват много твърда съпротива“.
Над 300 цивилни са спасени от обсадения завод за стомана „Азовстал“ в Мариупол, където са били блокирани в продължение на 72 дни по време на ожесточената битка за града, съобщава украинският президент Володимир Зеленски.

### 8-14 май
На 11 май Русия осъществява ракетни атаки срещу Полтавска, Одеска, Харковска, Запорожка, Донецка, Днепропетровска и Черниговска област. Губернаторът на Донецка област Павло Кириленко заявява, че на практика няма населени места, които да не са обстралвани от руските сили. Кириленко подчертава, че руските сили са насочени както към украинската военна така към и цивилна инфраструктура,. Областният губернатор на Луганск Сергей Хайдай информира в Телеграм ,че мобилната комуникация в региона е нарушена ,а хуманитарната ситуация остава тежка. Тъй като запасите в складовете намаляват, а доставките са затруднена поради повредени пътища.
Главнокомандващият на ВСУ генерал Вл. Залужни оповестява по време на телефонен разговор с генерал Марк Мили - най-високопоставеният военен офицер в САЩ и главен военен съветник на президента, на министъра на отбраната и на Съвета за национална сигурност, че Русия изстрелва от 10 до 14 крилати ракети по украинската цивилна инфраструктура всеки ден.

### 17-20 май
В ранните часове на 17 май военното командване на Украйна обявява, че мисията по защита на обсадения стоманодобивен завод „Азовстал“ в Мариупол е приключила и обещава да спаси военнослужещите, които все още се намират в него. Ден по-рано малко над 50 ранени военнослужещи са евакуирани и настанени в болница в намиращия се под контрола на Русия град Новоазовск, източно от Мариупол.
| „                                             | Гарнизонът „Мариупол“ изпълни своята бойна задача. Върховното военно командване нареди на командирите на поделенията, разположени в „Азовстал“, да спасят живота на личния състав... Защитниците на Мариупол са героите на нашето време. | “ |
| Генерален щаб на въоръжените сили на Украйна. | |   |

На 17 май седем автобуса, превозващи неизвестен брой украински войници от „Азовстал“, са видени да пристигат в бивша наказателна колония в град Оленивка, на около 88 километра северно от Мариупол. На 18 май Руското министерство на отбраната съобщава, че 959 украински войници са укрити в стоманодобивния завод в Мариупол, се предават, от които 694 в последните 24 часа. На 20 май Мариупол е под пълния контрол на руските сили след капитулацията на последните защитници на завода ,които са отведени в руска наказателна колония.

### 24-28 май
На 24 май началникът на регионалната военна администрация в Донецк Павло Кириленко обявява, че руските сили са превзели град Светлодарск в Донецка област, а украинските сили са се оттеглили. Проруските канали  разпространяват изображения с издигнато руско знаме над сградата на градската администрация в Светлодарск. Според Кириленко Светлодарск е бил обкръжен от три страни тъй като не е бил подложен на интензивни обстрели, в него е останала голяма част от цивилното население „Това не е отстъпление [на ВСУ], а прегрупиране“, подчертава Китиленко. Ден по-рано руските сили разпространяват информация и за превземането на град Мироновски в Донецка област.

### Руско настъпление в Севернодонецк и Лисичанк
През последната седмица на май Русия засилва опитите си да овладее Северодонецк и Лисичанск. На 27 май кметът на Северодонецк Олександър Щрюк съобщава, че най-малко 1500 души са били убити, а около 12 000 до 13 000 остават в града, където според него 60% от жилищните сгради са разрушени. Според областния управител на Луганск Сергей Гайдай 90% от сградите в Северодонецк са разрушени. В същия ден проруските сепаратисти от Донецката народна република обявяват, че са поели пълен контрол над намиращия се на 40 км западно от Северодонецк град Лиман, а на следващия ден информацията е разпространена и от Министерството на отбраната в Москва. Падането на Лиман е потвърдено от съветника на Володимир Зеленски Олески Арестович и придружено с оценка за подобряване на тактиката от страна на руското военнокомандване. Лиман е стратегическа цел на руските сили със своя голям железопътен възел в тяхната офанзива от север – една от трите посоки, от които те атакуват индустриалния регион Донбас на Украйна. Овладяването му услеснява подстъпа към други по-големи градове в региона като Славянск и Краматорск. Началникът на Донецката областна военна администрация Павло Кириленко отбеляза, че град Бахмут също представлява интерес за руснаците във връзка със стратегическата им цел да превземат Луганска област.

### 29 май – 4 юни
На 1 юни САЩ обявяват, че ще доставят на Украйна модерна реактивна система за залпов огън Himars, която може едновременно да изстрелва множество ракети с прецизно насочване. Правителството на САЩ вече многократно е заявявало, че не възнамерява да доставя ракети, които биха могли да бъдат насочени към руска територия, но с оглед на нарастващия риск от конфликт между Москва и Вашингтон президентът на САЩ Джо Байдън декларира изрично, че САЩ няма да подкрепят атаки на Украйна вътре в Русия.
В официално изявление на британското разузнаване 1 юни се съобщава, че боевете по улиците на Северодонецк се засилват, като руските сили се приближават все по-близо до центъра на града. Смята се, че повече от половината град вече е окупирана от руските войски, в чиито редици участват чеченски бойци и наемници от Сирия. Руските наземни операции остават строго фокусирани, като тежестта на артилерийските удари нанасят големи щети върху отбранителните линии на украинската армия. Русия продължава да нанася ракетни удари с голям обсег по инфраструктурни обекти в цяла Украйна.  Руските войски, окупиращи украинския град Мариупол на 20 май, все още задържат цивилни мъже и ги изпращат в пренаселени лагери в района, твърди кметът на града Вадим Бойченко. Някоклко дни по-късно Бойченко отправя предупреждение, че холера и други смъртоносни болести могат да причинят смъртта на много хора в окупирания от Русия рад в Южна Украйна, тъй като труповете лежат несъбрани, докато температурите все повече се повишават. Бойченко  твърди, че кладенците са били замърсени от труповете на хора, убити по време на руските бомбардировки и обсада, и че събирането на тела на руските войници в града протича бавно.

## Юни 2022
В своята реч пред Камарата на депутатите на Люксембург украинският президент Володимир Зеленски заявява, чеː 
- Руските войски са влезли в 3620 населени места в Украйна, 1017 от които са освободени
- Около 300 хиляди квадратни километра са осеяни с мини и невзривени боеприпаси
- Почти 12 милиона украинци са се разселили в границите на Украйна
- Повече от 5 милиона, предимно жени и деца, са заминали в чужбина
- Руската армия е използвала 2478 ракети, повечето от които са били насочени към гражданска инфраструктура
- Броят на жертвите на Русия вече е над 30 000 войници[177]

На 5 юни руската армия нанася въздушни удари по Киев. В резултат на удара,  са унищожени танкове, дарени от чужбина. Четири руски ракети удрят четири отделни сгради в голям комплекс за ремонт на железопътни вагони. Руският президент Владимир Путин заявява, че Москва ще удари „обекти, които все още не сме удряли“, ако Западът предостави на Украйна ракетни системи с голям обсег. Заплахата на Путин идва по-малко от седмица, след като САЩ заявяват, че ще изпратят модерни оръжия в Украйна като част от пакет на стойност 700 милиона долара. Доставката включва прецизни ракетни системи със среден обсег. На следващия ден Обединеното кралство обявява, че изпраща в Украйна ракети с дълъг обсег. Британският министър на отбраната Бен Уолъс казва, че Обединеното кралство ще достави ракетни системи за многократно изстрелване, които могат да поразяват цели на разстояние до 80 км с голяма прецизност.

На 7 юни Русия обявява, че контролира 97% от Луганск област. Според украинските власти обаче техните войски отстояват позициите си в ожесточени битки със силите на Москва по улиците на ключовия индустриален град в региона Северодонецк. Смята се, че и двете страни понасят тежки загуби в градските сражения, но не разгласяват данни за жертвите. Руският министър на отбраната Сергей Шойгу казва, че руските войски също напредват към град Попасна и обявява, че са поели контрол над Лиман и Святохирск и на още 15 населени места. По думите му 6489 украински войници са взети в плен от началото на войната в Украйна, включително 126 през последните пет дни.
Планираните евакуационни действия на цивилни от обсадения украински град Северодонецк са били прекъснати, докато Русия продължава бавно да завладява града. Смята се, че стотици цивилни и украински войници се укриват в химически завод "Азот" в града. Русия обявява, че ще отвори хуманитарен коридор от града на 15 юни.
На 24 юни ръководителят на Луганската областна военна администрация Серхий Гайдай обявява, че украинските сили са получили заповед да се изтеглят от Северодонецк. На въоръжените сили на Украйна е наредено да евакуират града, оставяйки няколкостотин цивилни да търсят убежище в химическия завод „Азот“ в Североденецк. Ситуацията е сравнявана с тази на цивилните бежанци, останали в стоманодобивния завод „Азовстал“ в Мариупол през май. Руски източници обявяват, че през предходните два дни украинските сили са претърпели над 1000 жертви, от които 800 пленници, в Хирске, Золоте и близо до Лисичанск. На 25 юни руските сили поемат пълен контрол над Северодонецк ,а на 3 юли и над Лисичанск. Вследствие на което цялата Луганска област е на 100% окупирана от руските сили.

## Украински контраофанзиви (29 август – 11 ноември 2022 година)
На 29 август 2022 г. Украинските сили започват контраофанзива в района на Херсон, което принуждава руснаците да концентрират значителна част от войските си на юг. Възползвайки се от това на 6 септември ВСУ започва втора контраофанзива в Харковска област напредвайки поне с 20 км. След това украинските войски бързо напредват дълбоко в окупираните от Русия територии в следствие на което на 8 септември освобождават Балаклия ,а на 10 септември Купянск. Руските войски се оказват под заплахата от обкръжение като те започват масово да отстъпват почти без бой от територия на Харковска област към линията Сватово-Креминая в Луганска област и руско-украинската граница, изоставайки градовете Изюм и Волчанск. Отстъплението на руската армия от Изюм, оставя след себе си военна техника, която бива изоставена и пленена от ВСУ под формата на трофеи: 102 танка, 108 БМП, 86 БТР и 66 артилерийски оръдия.
Към края на месеца украинските сили форсират р. Оскол от няколко места, преминавайки в настъпление в северната част на Донецка област. На 1 октомври ВСУ навлиза в Лиман и обкръжава руските войски от три страни. На 3 октомври, той е изоставен и напълно превзет от ВСУ.
В началото на ноември се появяват признаци за отстъпление на руските войски от левия на десния бряг на река Днепър и град Херсон. На 9 ноември руското министерство на отбраната нарежда на войските си напълно да се изтегли от левия на десния бряг на реката. При отстъплението си руските войски унищожават всички мостове правейки Днепър трудна за преминаване, изоставайки и част от собствените си танкове, поради невъзможността да бъдат евакуирани заради бързото напредване на ВСУ към Херсон. На 11 ноември украинските въоръжени сили навлизат в Херсон.

## Битка за Черно и Каспийско море
На 14 април руският ракетен крайцер "Москва" е сериозно повреден при избухването на боеприпаси на борда. Руското министерество на отбраната известява, че  екипажът е евакуиран. Според Русия взривът е станал в резултат на пожар. Губернаторът на Одеска област Максим Марченко заявява ,че 2 противокорабни украински ракети „Нептун“ са поразили крайцера   Новината е потвърдена и от минитерство на отбраната на САщ - първо неофициално, а после и официално.  „Москва“ е вторият голям руски кораб, за който се знае, че е унищожен от началото на войната. На свой ред Русия пуска дезинформация, че "Москва" е потънал след разразила се буря. Освен това руското правителство отрича да има човешки жертви. Последното не кореспондира нито с  анализите на чуждите разузнавания, нито с това, че голяма част от роднините на служещите на борда на "Москва" впоследствие не успяват да се свържат със своите близки., а смъртта на поне част от моряците е потвърдена. 
На 24 март Украйна съобщава, че е унищожила големия руски десантен кораб „Орск“ в пристанище Бердянск в Азовско море    Той е най-големият руски военен кораб, потопен след Втората световна война и първият руски флагман, потопен след Руско-японската война от 1905 година   Междувременно битката за Змийският остров се превръща в една от важните битки в Черно море   На 15 май ВСУ публикуват аудиозапис от потъването на крайцера „Москва“ на 14 април. В него се чува как член на екипажа казва, че корабът е бил ударен два пъти и че се накланя настрани, както и че екипажът трябва да бъде спасен. Непосредствено след инцидента Украйна обявява, че е ударила кораба с две противокорабни ракети R-360  Нептун, докато Русия твърди, че корабът е потънал след пожар  

## Бойни действия през 2023 година

### Логистични затруднения пред Украйна през 2023 – 2024
На 24 февруари 2023 г. се навършва една година от войната на Русия срещу Украйна. Въпреки ,че Украйна се съпротивлява успешно постепенно превъзходството на руснаците като численост става очевидно. Зеленски признава ,че ВСУ губи огромен брой хора. Сериозен проблем е и дефицита със снаряди. През февруари 2023 ЕС се наема да предостави 1 милион артилерийски снаряди на Украйна. Дълго време страните от ЕС изпитват затруднения с това количество. Към 14 ноември 2023 г. на Украйна са предоставени едва 300 000 снаряда. (само за сравнение през декември 2023 г. Украйна иска от САЩ общо 17 милиона снаряда – в пъти повече от цялото европейско и американско производство ) като най-солидна е подкрепата от Съединените щати. Въпреки ,че в началото на март 2024 г. са предоставени малко над 1 милион от исканите снаряди в областта на логистиката ВСУ среща проблеми. Причината – европейските държави не са настроили индустрите си в режим на „военна икономика“ и е трудно да възстановят отведнъж военната си промишленост, като  срещат най-различни спънки. Не е без значение и помощта за Русия оказвана от страни като Иран ,Беларус, Никарагуа и Северна Корея. (според "The Times" само за 2024 г. Северна Корея е осигурила 1,5 милиона артилерийски снаряди на Русия; Според южнокорейското разузнаване, до средата на 2025 тази бройка вече е набънала до 12 милиона артилерийски снаряди. също така Северна Корея предоставя снаряди за РЗСВ „Катюша“, както и балистични ракети с малък обсег.) В САЩ административните процедури по отношение на отпускането на помощи за Украйна не е без значение макар и републиканската партия от няколко месеца да саботира изпращането на бойна техника на стойност няколко милиарда долара. Политическите противоборства забавят помощта за Украйна дълго време. Според Валерий Залужни в края на 2023 войната е станала позиционна и е преминала към война на изтощение.

## Стратегически битки през 2023 – 2024

#### Битка за Бахмут (1 август 2022 - 20 май 2023)
Битката за Бахмут започва 1 август 2022 и продължава до 20 май 2023. След Битката при Вердюн през 1916 г., битката за Бахмут е най-дългата битката в съвременната военна история. Основните бойци от руска страна са ЧВК „Вагнер“Стратегическата значимост на Бахмут се определя като незначителна, което поставя под въпрос защо руската офанзива там е толкова яростна На 20 май 2023 г. в 12:00 часа лидерът на ЧВК Вагнер Евгений Пригожин съобщава, че Бахмут е на 100% окупиран,а от своя страна украинските сили започват серия от контраатаки по фланговете с цел обкръжаване на града.

#### Битка за Авдеевка (21 февруари 2022 - 17 февруари 2024)
Битката за Авдиивка (Авдеевка) е една от най-кръвопролитните битки в руско-украинската война.  Генералният щаб на Украйна смята, че руските военни сили са изгубили над 6000 души в битката за нея, като в това число не влизат паравоенните части на "Вагнер". Битката започва на 21 февруари 2022 с руска агресия срещу този стратегически център. Постепенно ВСУ започва да страда от недостиг на снаряди и техника. На 20 януари руските войски постигат важен пробив. На 17 февруари 2024 Олександър Сирски взима решение да изтегли украинските военни части.

### Метеж на Евгений Пригожин (23 юни-24 юни 2023)
За да не провежда мобилизация на населението Путин финансира множество наемнически бригади, така наречените частни военни компани. Голяма част от сериозните боеве (особено при Бахмут) са изнесени от ЧВК „Вагнер“. Нейният неофициален лидер Евгений Пригожин дълго време се ползва с огромно политическо влияние. и е смятан за доверено лице на Владимир Путин.Постепенно Пригожин започва да негодува срещу военните съветници на Путин. На 23 юни Пригожин започва метеж. Във видеоклип Пригожин се обръща към обикновените руснаци с думите, че Путин оправдава войната в Украйна с лъжи, как НАТО ще нападне Русия В първите часове наемниците от „Вагнер“ не срещат съпротива поемайки контрол над Ростов на Дон, а след това и на Воронеж. Междувременно Путин готви Москва за обсада и привиква войски от далечните краища на страната. Не става ясно на какво се е надянал Пригожин, но след първите часове той забавя темпото на атаката. Пригожин влиза в преговори с Александър Лукашенко в качеството си на посредник, между него и Путин. Лукашенко успява да убеди Пригожин, че действа неразумно. Стига се до компромис при условие ,че Пригожин и полк. Дмитрий Уткин да отидат със 7000 – 10 000 бойци в Беларус с цел охранителни мисии; в същото време всеки боец ЧВК „Вагнер“ който желае да се бие срещу УКрайна, ще мине на подчинение на министерство на отбраната и ще положи военна клетва. На 24 юни Пригожин приема сделката и прекратява метежа като тя е окончателно офциализирана на 20.07.2023 г.

## Бойни действия през 2024 и 2025 година

### Боеве в Харковска област ,Украинска контраофанзива в Курска област (2024-2025 година)
На 10 май 2024 г. руската армия преминава украинската граница от руската Белгородска област и нахлува в северната част на Харковска област ,започвайки настъпление в посока Волчанск и Липци. Руските войски успяват да напреднат на 5 км от границата превземайки 12 села и северната част на Волчанск. На 23 май главнокомандващия на ВСУ Александър Сирски съобщава, че руските сили са преминали към ,,активна отбрана" в посока Липци и вече не извършват настъпателни действия. Сирски също така заяви, че руските войски сега са ,,затънали" в улични боеве във Волчанск, което е потвърдено и от руски блогъри, че боевете там са станали ,,позиционни". В края на май настъплението спира без да даде резултати, а ВСУ праща подкрепления и преминава в отбрана. Волчанск бива почти напълно разрушен от руските бомбардировки.
На 6 август 2024 г. ВСУ решава да започне контраофанзива в района на Курск. Тя сварва руснаците неподготвени и до 19 август ВСУ успява да овладее над 92 селища и 1250 кв. км. от Курска област. и да си върне десния бряг на река Оскол. Постепенно контраофазивата на ВСУ се забавя и въпреки че към 27 август Украйна контролира 1290 кв. км. от Русия и над 100 селища постепенно бойните действия стават позиционни. Най големият успех на ВСУ е завладяването на гр. Суджа, Курска област. на 16 август. Важно е да се отбележи, че в Суджа, има измервателна станция за руски природен газ, който тече по украински тръби и представлява 3% от вноса на континента. Воронежка област и Брянска област също са поставени под напрежение, там периодично се извършват евакуации. На 17 ноември 2024 г. Украйна получава разрешение от президента на САЩ Джон Байдън да използва американски и британски ракети с далечен обсег с които да се нанасят удари по цели в Курска област. Нанасените удари с ракетите ATACMS и STROM SHADOW нанасят сериозни щети на Русия. На 5 януари 2025 г. Украйна подновява настъплението си към Курск, и по-специално към село Болшое Солдатское, на 80 км от Суджа. Офанзивата, обаче е спряна от руските сили. В резултат украинската армия е отслабена.   В началото на март Русия започна ново настъпление с участието на 15 000 войници от Северна Корея като на 12 март 2025 г. руската армия достига до град Суджа и го овладява напълно ,а в края на март руската армия освобождава почти цялата територия на Курска област с изключение на няколко села разположени по руско-украинската граница.

### Настъпление на Русия към Покровск август 2024 - март 2025 година
През август-септември 2024 Русия започва настъпление към Покровск, Донецка област (Украйна). Някои анализатори смятат, че главнокомандващия на ВСУ Ал. Сирски се е провалил, защото въпреки настъплението на ВСУ към Курск, офанзивата на Русия към Покровск не спира. Самият той не е на това мнение – отбелязвайки, че настъплението към Покровск се е забавило, както и че Русия е принудена да прехвърля войски към Курска област. Покровск е важен транспортен възел и ако бъде превзет, е възможно логистиката на ВСУ в Курска област да бъде затруднена. На 1 септември Зеленски признава, че положението при Покровски е изключително тежко и руснаците са съсредотичили много ресурси в тази посока. В същия ден британското разузнаване признава, че руските сили са на 10 км. от Покровск На 4 октомври Институтът за изследване на войната (ISW) в свой анализ признава, че Русия постига тактическите си цели – завладяване на Угледар, който открива пътя към автомагистрала H-15 (между градовете Донецк и Запорожие) и елиминиране на широкия украински фронт в западната част на Донецка област. Същевременно обаче, според ISW, Русия не успява да постигне оперативни успехи (например превземането на Часов Яр или изтласкването на украинците от десния бряг на р. Оскол). Освен това анализът сочи, че руските сили продължават да търпят тежки загуби на бронирана техника по цялата фронтова линия, особено в Донецка област. На 30 октомври Русия съобщава, че армията й е превзела град Селидово и ,че продължават да настъпва към Покровск. На 11 ноември става ясно, че руски командири са лъгали за напредъка си в Украйна. Не са превзети нито Белогоровка, нито Верхнокамянско, нито Григоровка, нито Виемка, нито Серебрянка и едноименния резерват. Нещо повече – Белогоровка вече е в тила на руснаците! В резултат са арестувани значителен брой висши оперативни военни от Трета обединена руска армия. Впоследствие на 27 февруари 2025 г. ВСУ започва контранастъпление към Торецк и Покровск а руските войски продължават настъплението си към Часов Яр, Курахово, Велика Новоселска и Работино След идването на Доналд Тръмп САЩ спират разузнавателните данни  подавани към ракетите ATACMS на 6 март 2025 г. Това се случва точно когато ВСУ е в настъпление срещу руските войски.

## Нов етап във войната. Използване на ракети с малък обсег на действие
На 19.04.2022 г. Русия за първи път използва свръхзвукови ракети „Кинжал“. Дълго време Западът не смее да отговори по подобаващ начин, за да не предизвика съответен руски отговор. На 17.11.2024 Джо Байдън позволява на Украйна ракетите ATACMS (става дума за ATACMS BLOCK I A) да бъдат използвани за удари срещу военни цели територията на Русия. (ракетите имат обсег 300 км.) Мнозина посрещат това решение с облекчение, но има и мнения, че това решение е много закъсняло. (според някои хора такова позволение е трябвало да бъде дадено още през есента на 2022 г.) На 19.11.2024 Украйна използва ракетите ATACMS, за да нанесе първи удар по руска територия. Пет ракети са свалени, но една успява да уцели сеналът на Център за снабдяване 1046 в гр. Карачев, Брянска област.Последват 12 вторични експлозии. На 21.11.2024 Украйна използва и британски ракети STORM SHADOW (250 км.), нанася удар в Курска област последван от 14 вторични експлозии
На 21.11.2024 Русия за първи път изстрелва междконтинентална балистична ракета срещу Украйна. Ракетата е изстреляна от Астраханска област. Според експерти ракетата е „РС 26 Рубеж“ и е прелетяла над 1000 км.преди да удари Днипро. В атаката по Днипро са използвани и авиобалистична ракета „Кинжал“, както и седем крилати ракети „Х-101“.„Ей Би си Нюз“ обаче се позовава на западен източник, който твърди че ракетата е балистична, но не и междуконтинентална. Според Владимир Путин използване е безядрена хиперзвукова ракета от тип „Орешник“ На 24.11.2024 и Франция разрешва на Украйна да използва ракети с малък обсег на действие – френските SCALP (250км.) на 28.11. 2024 Украйна отно е атакувана от Руската федерация с балистични (крилати)ракети. Удари са нанесени по Харков, Одеса, Ровно, Кропивницки и Луск На 12.12.2024 ВСУ използва ракети от нов тип „Паляница“ (до 750 км), за да може чрез дрон да удари Русия.  На 11.05.2025 Конгресът на САЩ одобрява разрешение за износ на 125 артилерийски снаряда с голям обсег - (MARS II, HIMARS) и 100 ракети за системите за противовъздушна отбрана "Пейтриът", които да бъдат предадени   от Германия на Украйна. На 22.06.2025 САЩ, Британия, Франция и Германия взимат решение да свалят всички ограничения за доставка на далекобойно оръжие на Украйна

## Използване на дронове  във войната

### Операция "Паяжина" (1.06.2025)[234]
Постепенно става ясно, че Русия превъзхожда като численост на армията и като въоръжение ВСУ. С цел да компенсират този факт те  прибяват до нетрадиционни тактики и залагат на атаки с военни дронове.  Вечерта на 01 срещу 02 юни 2025  е извършена операция "Паяжина". 117 украински дронове от вида FPV внезапно излитат от руски камиони и атакуват стратегически цели. На руската авиация е нанесен тежък удар. Поразени са 4 летища, както и над 40 бомбардировача. 13 самолета със стратегическо предназначение, които могат да превозват крилати ракети са унищожени или тежко повредени.  Поразена е една трета от стратегическата авиация на Русия. Атакувана е и авиобазата в Амурска област, но тя не е поразена. Прец цялата операция не е загинал дори един украински войник.  Атаката е замисляна година и половина. Въпреки твърденията на руското правителство, че щетите за Русия са минимални то изтегля стратегическата си авиация далеч от европейската си граница

### Използване на дронове  и безпилотни катери от ВСУ във военната кампания за Черно и Каспийско море
Благодарение на  дронове и безпилотни катери Киев успява да спечели известно надмощие над руския военноморски флот.  От февруари 2022 до февруари 2024 година ВСУ успява да унищожи  най-малко 20 средни и големи руски бойни кораба и един танкер в Черно море, както и да си върне Змийският остров, а също така и да потопи крайцера „Москва“  - символ на руската мощ.

### Атака  с дронове срещу Русия по  повод Деня на военноморският флот (27.07.2025)
С течение на войната ефективноста на безпилотните дронове става очевидна. На 27.07.2025  ВСУ провежда мащабна атака срещу Русия, използвайки бепилотни  летателни апарати. Според данни на руското министерство на отбраната, през същия ден руската ПВО засича и унищожава    две управляеми авиационни бомби, три реактивни снаряда от системи за залпов огън "Вампир"  и 291 безпилотни летателни апарата от самолетен тип"  Поне 10 дрона са засечени и свалени в Ленинградска област. От съображения за сигурност Русия отменя парада по случай Деня на военноморският флот 

### Атаки на Русия с дронове срещу Украйна
Руското правителство също  използва максимално ефективно дроновете. На 12.07.2025 Русия атакува Киев с 597 дрона типа "Шахед" само за една-единствена вечер. Украинската ПВО успява да сквали 319 от тях.

## Хибридна война
Наред с другите методи се води и  "хибридна" вой война между двете държави - медийна и хакерска. Путин налага цензура над Уикипедия ; освен това режима налага забрани за онлайн четене на платформи с "екстремистко" съдържание ( например информация за Навални) и обявява, че  ще налага глоби. В същото време украинската групировка "Silent Hill̰" и беларуската "Киберпартизани" нанасят сериозен удар на руския национален авиопревозвач "Аерофлот", чрез хакерска атака.  Само за едно деноновщие той е изгубил 250 милиона рубли (2,5 милиона долара), а общите щети се оценяват на между 10 и 50 милиона долара. Кибератаката е подготвяна цяла година.

## Геноцид в Украйна
Основна статия: Руско_нападение_в_Украйна:_нарушения_на_Женевската_конвенция
През цялото време на окупацията Русия не пести различни форми на геноцид. През цялата окупация Русия нееднократно си позволява да атакува със (свръхзвукови) ракети военнополеви болници, и училища, селскостопански складове, складове за гориво, металургични заводи, търговски комплекси. или дори площадки за деца Ракетните удари не щадят и жилищните сгради;   нито пък административните. В някои градове почти всички жилищни сгради са унищожени,  Сред убитите  и изнасилените има много деца  Също така руската армия използва фосфорни бомби и касетъчни боеприпаси. както и запалителни снаряди 9М22С. Използвани са и  РЗСВ "Торнадо", които са забранени в куп  международни конвенции. Руски военнослужещи многократно убиват цивилни, .и извършва масови екзекуции. Извършени са масови изнасилвания на украинки.  Украинци от окупираните територии твърдят, че руснаците изнасилват даже и деца. Руснаците отричат че целта им са цивилни жертви, но статистиките сочат обратното. Руското правителство отвлича над 20 000   (19 500) деца. Поне 6000 от тях са дадени за „превъзпитание“ в интернати (във „филтрационни лагери“ попадат и отвлечени възрастни украници). Останалите деца често се дават на руски осиновител, при жив родител или настойник от украински произход. Впоследствие тяхното образование и социализация в обществото започва сред агресивна прогапанда на русифициране. Още 2400 деца са отвлечени в БеларусВ действителност се смята, че тези цифри са силно занижени. Според активни на сайта Анонимос са депортирани насилствено около 600 000 украинци, включително 117 000 деца. Това е пряко нарушение на Четвъртата женевска конвенция (1949). В добавка към всичко това докато текат мирните преговори в Инстанбул, Русия не спира ракетните удари срещу Украйна.
На 03 април 2022  Зеленски обвинява руските сили в извършването на геноцид. 
Естония е една от първите страни в ЕС, която определя действията на Русия в Украйна като геноцид. Парламентът на Естония  гласува за признаването на войната на Русия за „геноцид срещу украинския народ“.  Естония призовава и други правителства и международни организации да „направят същото“.   от думите на правителствени представители става ясно, че  актове на геноцид са ършени срещу цивилно население в „градовете Буча,Бородянка, Хостомел, Ирпин, Мариупол и много други украински селища. На заседанието си в четвъртък естонският парламент одобрява и законопроект за забрана на използването на символи, които подкрепят  агресия от страна на чужди държави. Ткъв закон е приет в Литва, а Латвия също приема декларация, с която признава действията на Русия в Украйна за „геноцид“ Същевременно канадският премиер оценява като „правилно“ назоваването на действията на Русия в Украйна геноцид. На12 април, Джо Байдън обвинява руския президент Владимир Путин в извършване на геноцид в Украйна, което се отчита като ескалация на реториката спрямо Русия. "Путин просто се опитва да заличи идеята да си украинец“, казва Байдън До този момент администрацията на Байдън определя действията на Путин в Украйна като военни престъпления   и се въздържа от употреба на „геноцид“, но след клането в Буча това се променя. На пресконференция  дадена на 13 април 2022 Джъстин Трюдо заявява, че според него е „абсолютно правилно повече хора да говорят и да използват думата геноцид по отношение на това, което прави Русия, което е направил Владимир Путин“ .  
Хиляди български граждани вземат участие в мирно шествие в подкрепа на Украйна, организирано в центъра на София на 24 март по повод първия месец от началото на руската инвазия. Шествието започва от пл. „Независимост“ и завършва на Орлов мост. Подобни шествия са организирани и в други градове на страната. 

### Унищожени обекти с културна стойност
При руската агресия са унщожени важни обекти с културна стойност. При сраженията за град Иванкив, до основи изгаря Иванкивският музей за история и краезнание (28 февруари), а при удара по близката сграда на Общинския съвет са унищожени произведения на изкуството и други предмети в катедралата „Благовещение Богородично“ в Харков (2 март). В Мариупол е унищожен Музеят на изкуствата „Куинджи“ (21 март). Разрушени са архитектурни паметници с национално значение като църквата „Рождество на Пресвета Богородица“ в с. Вязивка, както и църквата „Свети Георги“ в с. Заворичи (7 март). Постепенно в началото на март се създава иницитива за Спасяването на украинското културно наследство онлайн (SUCHO). Няколко дни по-късно (8 март) съорганизаторите Куин Домбровски (Станфордски университет), Анна Кияс (Университет Впоследствие се установява че при атаката е имало над 300 цивилни жертви. Междувременно Володимир Зеленски прави изказване пред германския парламент. (17 март 2022 г.) В него той укорява Германия за нейното поведение в миналото. Зеленски отбелязва, че германското правителство е упорствало в настояването си, че газопроводите „Северен поток 1“ и „Северен поток 2“ са „чисто икономически" пркти.

### Кметове на Украйна, арестувани от руските военнослужещи
Междувременно на 11 март кметът на Мелитопол, Иван Фьодоров е отведен от руски войници.Независимо че е етнически руснак той от самото начало насърчава съпротивата. Стотици граждани на разположения в Запорожка област град Мелитопол излизат на протест във връзка с похищението на кмета на града. Шест дни по-късно (17 март 2022) той еосвободен в замяна на девет пленени руски наборници.
На 13 март 2022 е отвлечен и кметът на друг град в Запорожка област – Днипрорудне. Информацията е потвърдена от външния министър на Украйна, Дмитро Кулеба.
Кметът на Мелитопол е освободен на  16 март 2022 в замяна на девет пленени руски наборници.На 28 март 2022 руски военни отвличат и задържат като заложник председателят на Общинският съвет на  Гола Пристан.   В началото на април украинското правителство потвърждава, чевсе още има представители на местната власт, държани в плен от руснаците.

## Международни санкции срещу Русия
Основна статия: Международни санкции срещу Русия

### Икономически санкции
От началото на масивното нашествие на Русия в Украйна на 24 февруари 2022 г. ЕС налага мащабни и безпрецедентни санкции срещу Русия. Те допълват мерките, които вече са наложени на Русия от 2014 г. насам след анексирането на Крим и неизпълнението на Минските споразумения. Санкциите са насочени срещу нарушения на човешките права и срещу окупацията на Крим. Те имат дисциплиниращ ефект и в същото време целят да направят руската икономика по-неспособна до воюва. Санкциите са предимно финансови. Стотици руски компании са подложени на санкции Наложени са санкции и срещу руски криптовалутни портфейли, сметки или доверително съхранение, счетоводство, одит, деловодство и данъчни консултации, архитектурни и инженерни услуги,. някои големи руски банки. налагат се и митнически тарифи санкции се прилага и срещу закупуването, вноса или трансфера на суров нефт и някои нефтени продукти по море от Русия в ЕС. Сходни санкции са наложени и в САЩ Съединените щати забраняват на американците да правят нови инвестиции в Русия и налагат блокиращи санкции на някои от най-големитеруски банки Белият дом отбеляза, че мерките са координирано действие с Европейския съюз и Групата на седемте държави. В отговор на твърденията, че Путин може да крие активите си в американски финансови институции чрез членове на семейството си. Kd много от приближените на Путин (напр.дъщерите му Катерина Тихонова и Мария Воронцова също са наложени санкции).
Към дата 21 февуари 2024 над 300 милиарда руски авоари са запорирани (основно във Франция и Белгия)

### Санкции в науката, културата, спорта
Постепенно санкциите от чисто финансови се прехвърлят към спорта, науката, културата и пр.
Ред международни спортни, научни и културни организации като МОК, ФИФА, ФИДЕ, ЦЕРН, ЕСА (Европейска космическа агенция), ЮНЕСКОи пр. отнемат членството на Русия или по някакъв друг начин извършват лустрация. Междувременно украинското правителство настоява за по-тежки санкции за Русия и повече тежко оръжие за Украйна
Според агенция Блумърг само десет дни след пълномащабната си инвазия в Украйна Русия изпреварва Иран и Северна Корея като най-санкционирана нация в света. Тя се  позовава на Castellum.ai – глобална база данни за мониторинг на санкции. Общият брой на санкциите, наложени на Русия към 7 март, надхвърля 5500. Въпреки всичко някои бизнес компании като Renault Group не се разграничават категорично от бизнес контактите с Русия, а си оставят „вратичка“

### Международен наказателен съд
На 26 февруари 2022, Украйна внася искане пред МС на ООН за спешно разглеждане на твърденията на Русия, че украинските сили извършват геноцид в подкрепяните от Русия анклави в Луганск и Донецк в Източна Украйна, използвани като оправдание за атаката. Русия не излъчва свои представители нито на първоначалното изслушване, нито нейни адвокати се явяват, за да чуят решението на съда. Вместо това изпращат писмо, в което се твърди, че МС не е компетентен по случая.На 03.03.2022 в отговор на призива на 39 държави главният прокурор на Международния наказателен съд (МНС) Карим Хан съобщава, че вече се събират доказателства срещу Русия за предполагаеми военни престъпления, престъпления срещу човечеството и геноцид. Впоследствие МНС издава международна заповед за арест на Владимир Путин,което го превръща в персона нон грата в демократичните страни. Подобна заповед за арести е издадена и на Мария Лвова-Белова, комисар по правата на децата при президента на Руската Федерация. на 16 март 2022 Международният съд на ООН (МНС към ООН) в Хага изисква от Русия да спре инвазията в Украйна, заявявайки, че не са намерени никакви доказателства в подкрепа на оправданието на Кремъл за войната. Единствено руските и китайските съдии в съда гласуват против заповедта.

### Решения на ООН
На 11 март Съветът за сигурност на ООН провежда заседание по искане на Русия. Разгледан е въпроса относно (неподкрепено с доказателства) твърдение, че САЩ разработват химически оръжия в Украйна. Според официални представители на САЩ Русия се опитва да прехвъри собствената си вина на други

### Отстраняване от Съвета по правата на човека към ООН
На 7 април Русия е отстранена от Съвета по правата на човека. с.    Руските сили са обвиневани в множество военни престъпления след инвазията в Украйна на 24 февруари, в т.ч. безразборни бомбардировки, изнасилвания, изтезания и екзекуции по бърза процедура. Затова в представената пред Общото събрание на ООН резалюция  човека е записано, че Русия е извършила „... военни престъпления и престъпления срещу човечеството“.Въпреки призивите на Русия, другите държави да гласуват срещу резолюцията тя е приета  с 94 гласа "за" (вкл. България), 24 гласа "против" (Русия, Китай, Иран, Беларус, Куба, Сирия, Никагарагуа и пр. авторитарни държави)  и 58 въздържали се (при процедурата техните гласове не се броят) На практика Русия би запазва членството си, но  губи право на изказвания, както и правото да гласува.
В отговор заместник-посланикът на Русия Генадий Кузмин  обявява, че Русия е решила незабавно да се откаже от членството си в Съвета.  

### Контрасанкции на Русия
В отговор на санкциите Русия преприема насрещни санкции срещу ЕС и САЩ. Тя оказва натиск върху чрез спирането на газовите и нефтените потоци, конфискува капиталите на някои западни компании, блокира Уикипедия и др. 

#### Натиск чрез газа
Русия оказва икономически натиск чрез износан на газ. Путин настоява плащанията вече да се извършват в рубли.На   специално заседание на 28 март 2022 представителите на Г-7 отхвърлят тази възможноста като неприемлива.  Германският енергиен министър, Хабек заявява, че заедно с колегите му ще настояват „засегнатите компании да не следват искането на  Путин“, въпреки че той заплашва с прекратяване на доставките на газ при отказ. Икономисти  считат, че реакциятана Кремъл е предизвикана след икономическия срив на Русия, последвал санкциите срещу нея. Този политическо-икономически рекет обаче постига обратен ефект - ЕС пожелава да се освободи от зависимостите от руските горива.

### Правителствени ноти срещу руската окупация
На 23 март 2022 г. Антъни Блинкен дава изявление, че според правителството на САЩ "членове на руските сили са извършили военни престъпления в Украйна“. Правителството на САЩ  обявява, че ще изиска отговорност от страна на Русия, с всички възможни методи. 
На 24 март 2022 година в Брюксел се провежда среща на върха на НАТО, а същевременно – и среща на върха на лидерите на Г-7. На срещата на НАТО западните страни за пореден път заклеймяват нахлуването на Русия в Украйна. Те настояват Путин незабавно да спре тази война, да изтегли военните си сили от Украйна и да призове Беларус да стори същото Постигнато е споразумение за изпращане на подкрепления в Централна и Източна Европа, за да укрепят отбраната на алианса. НАТО обаче не се решава да наложи зона, забранена за полети над Украйна. В изявлението на НАТО във връзка със срещата на върха се казва, че мерките на организацията остават „превантивни, пропорционални и неескалиращи“. Одобрени са четири нови многонационални бойни групи на НАТО – в България, Унгария, Румъния и Словакия.  Папа Франциск също демонстрира официалното си неодобрение си от руската агресия
В съвместното си изявление по повод на срещата на върха в Брюксел лидерите на Г-7 декларират, че държавите участнички в групата на седемте ще направят необходимото, за да предотвратят и да отговорят на развиващата се глобална криза в областта на продоволствената сигурност. За целта ще бъдат използвани последователно всички инструменти и механизми за финансиране за справяне с продоволствената сигурност и ще бъдат посрещнати потенциалните прекъсвания на селскостопанското производство и търговията, особено в уязвимите страни. 

### Протести срещу руската окупация
На 24 март 2022 година десетки хиляди хора се събират в центъра на Лондон, за да изразят солидарност с народа на Украйна. Мирното шествие е организирано от  Садик Кан, който заявява, че лондончани стоят „рамо до рамо с Украйна в най-мрачния ѝ час“.  ротести има и в Чехия. При това - от хиляди руски граждани. Организаторите заявяват, че е важно да се покаже, че руските емигранти не са тайни поддръжници на Путин. Чешкото правителство предполага, че 300 000 украинци, бягащи от войната, са влезли в страната от 24 февруари, в допълнение към диаспората от 200 000 души в Чехия от преди инвазията.  
В България също са организирани протестни шествия. Хиляди български граждани вземат участие в мирно шествие в подкрепа на Украйна, организирано в центъра на София Подобни шествия са организирани и във Варна, Пловдив, Бургас и Велико Търново.
Хиляди български граждани вземат участие в мирно шествие в подкрепа на Украйна, организирано в центъра на София на 24 март по повод първия месец от началото на руската инвазия. Шествието започва от пл. „Независимост“ и завършва на Орлов мост. Подобни шествия са организирани и в други градове на страната.  

## Ядрен шантаж на Руската Федерация
Въпреки възмущението си от агресията на Украйна западните държави проявяват въздържаност. Причината са заплахите на Путин и неговото правителство да използват ядрено оръжие. Всъщност още през 2019 година Путин подписва закон за преустановяването от страна на Русия на Договора за ракетите със среден обсег. Законът е одобрен на 26 юни същата година Путин неколкократно намеква, че готов да използва военна сила срещу държави-кандидат членки на НАТО. Нещо повече – той не изключва ядрен удар! В интервю за CNN на 22 март Дмитрий Песков не изключва възможността за използването на ядрени оръжия. 
В пространно интервю (26 април 2022) руският външен министър Сергей Лавров предупреждава Запада, че рисковете от ядрен конфликт заради Украйна са значителни. Според него като снабдява Киев с оръжие, НАТО „по същество“ участва в опосредствана война с Русия. Той заявява, че същността на всяко споразумение за прекратяване на конфликта в Украйна ще зависи до голяма степен от военната ситуация на място и твърди, че западните доставки на оръжия като противотанковите ракети Javelin, бронирани превозни средства и усъвършенствани дронове, са провокативни мерки, изчислени да удължат конфликта, а не да го прекратят Путин предупреждава САЩ, че ако Вашингтон разположи ракети с голям обсег в Германия, тогава Русия ще разположи подобни ракети с ядрени бойни глави по границите на Запада. На 19 ноември 2024 Путин подписва промените в ядрената доктрина на Руската федерация Според тях Русия може да обмисли използването на ядрени оръжия, ако бъде обект на ракетно нападение, подкрепено от ядрена сила.
Към ядрения шантаж може да се добави окупацията на руските войски на електроцентрали и атомни централи. Важен момент е недопускането на представители на МААЕ, временното спиране на реакторите на атомни централи. и пр. и пр.. (например между 4 и 5 март 2022 за Запорожката атомна централа, се водят ожесточени боеве; впоследствие централата е превзета от руската армия и в нея избухва пожар) Версията на Русия е, че защитава атомните централата от националистически и терористични групи. Всичко това кара ред държавни ръководители да бъдат предпазливи, по отношение на помощта си за Украйна. Според ръководителят на военният комитете на НАТО, адмирал Рон Бауер „Ако руснаците нямаха ядрени оръжия, отдавна да сме в Украйна и да ги изгоним оттам“ 

## Финансова и политическа подкрепа за Украйна
Множество страни дават подкрепа на Украйчна чрез финансова помощ (включително и чрез  оръжие за Украйна).  така например за цялото време на управлението на Байдън САЩ са дали 180 милиарда щ. долари помощи на Украйна (Според Зеленски голяма част от тези пари са отпуснати само на хартия; реално Украйна са получили малко над 76 милиарда).  Значителни помощи отпускат също и Великобритания,  Канада, Австралия,  както и държавите в ЕС (Германия и др.)   Европейската централна банка също отделя значителрни средства за поддръжка на Украйна (10,1 милиарда евро/11 милиарда щатски долара)  Чехия става първата държава предоставила танкове  на Украйна.( Т-72 )  На свой ред Словакия дарява на Украйна зенитно-ракетната си система за противовъздушна отбрана С-300, разработената от СССР и наследена след разпадането на Чехословакия през 1993 г.,По този начин Словакия става първата държава, която изпраща подобна отбранителна система в Украйна от началото на руската инвазия. Генералният секретар на НАТО Йенс Столтенберг също обещава на Украйна „допълнителна подкрепа, включително оборудване за киберсигурност“ и доставки за „защита срещу химически, биологични, радиологични и ядрени заплахи“.. Световната банка  съшо подготвя пакет за подкрепа от 1,5 милиарда долара за Украйна. Банката помага на Украйна да предоставя услуги от критично значение, включително изплащане на заплати на болничните работници, пенсии и социални програми. Украйна получава и морална подкрепа от страните от ЕС и НАТО-  включително  от българска делегация, водена от премиера Кирил Петков, която пристига на посещение в Киев, а преди това посещава  градовете Бородянка, Буча и Ирпен. В Бородянка премиерът Кирил Петков заявява през първата седмица на май 2022 Народното събрание ще гласува проектопредложението на „Продължаваме промяната“  за оказване на военно-техническа помощ в Украйна. Премиерът определя като „позорна идея“ и „недостойна“ позицията на президента Румен Радев, че това посещение е ненужно и  че България не трябва да оказва военна помощ на Украйна

## Хуманитарна криза в Украйна и Зърнена сделка (22 юли 2022 – 18 юли 2023)[447][448]
Постепенно ракетният обстрел, спирането на електроподаването и топлоподаването на ред украински градове и пр. оформят хуманитарна криза.На 3 март 2022 Русия и Украйна договорят хуманитарни коридори, за украински цивилни. Обещаното прекратяване на огъня в пристанищния град Мариупол обаче така и не се случва и терорът над гражданите на града продължава. Последващите опити да се създадат хуманитарни коридори в Мариупол и др. украински градове също са неуспешни или в най-добрия случай – половинчати. Според украински официални лица руската блокада на украинските пристанища възпрепятства експорта на около 22 милиона тона зърно. Нещо повече - Русия присвоява 400 000 тона зърно от временно окупирани територии на Украйна. Това води до повишаване на цените на храните и дестабилизиране на цели региони. Много западни политици са на мнение, че Кремъл използва храната като оръжие срещу по-бедните страни. Украинското производство и украинската икономика също се свиват рязко вследствие на войната
Всичко това създава хуманитарна криза поради недостиг на храни в страните, зависими от зърното, изнасяно от Украйна. В опити да реши продоволствената криза турският президент Реджеб Ердоган, приема ролята на посредник с Владимир Путин. В крайна сметка е намерен изход, чрез т.нар. „Зърнена сделка“
Въпреки всичките си несъвършенства тя продължава почти година и спасява много украинци от глад. Сделката официално приключна на 18 юли 2023 година, когато Владимир Путин отказва да продължи участието на Русия в нея.

## „Триъгълни“ сделки
Постепенно се сдига до негласно споразумение страните от ЕС, както и от САЩ да предоставят остарялата си бойна техника на Украйна, а в замяна да получат облекчения в заплащането на нова модерна бойна техника. ВСУ е по-запозната със старата техника, като голяма част от нея е руска, а страните от ЕС искат да се освободят от зависимоста си от Русия по отношение на отбраната си. Това са т.нар. „тригълни“ сделки. Т.напр.Словакия дарява зенитна система C-300 на Украйна. В замяна тя ще допълнително оборудване  - четвърта ракетна система Patriot от Съединените щати.- за да бъде компенсирана След началото на нападението си над Украйна, което определя като „специална военна операция“, Русия неколкократно подчертава, че ще смята за легитимна цел всяка държава, която достави оръжие на Украйна.Така например в началото на юли 2023 година правителството на САЩ е предложило 200 милиона на българското служебно правителство, като тези пари ще отидат за модерна военна техника. В замяна то е поискало България да предостави остаряла руска военна техника на Украйна. Тъй като руското правителство заплашва участниците във войната с ядрен удар, то най-често оръжие се предоставя чрез посредничеството на частни фирми, които вкарват бойната техника през Полша или Румъния. Според министъра на отбраната на България, Димитър Стоянов триъгълни сделки са били договаряни през март – май 2023 и България е изпуснала срока.Горните факти обаче (предложение на САЩ за тригълна сделка през юли 2023) са в разрез с това твърдение. Също така през декември 2022 в България е идвала американска делегация, която се е опитала да убеди българското правителство да участва в програмата FMF, като изпрати съветско военно оборудване на Украйна. АКо се бе включила в тази програма България можеше да разчита на 240 милиона, с които да модернизира отбраната си. В разговорите е предлагано атрактивно въоръжение от САЩ срещу изпращане на съветски системи С-300 на Киев, според източници от политическите и военните среди (по-конкретно ПВО – ракети NASAMS) Делегацията обаче е получила отказ.

## Загинали журналисти, представители на ООСЕ и пр.
На 02 март е съобщено че ред убитите е член на специалната мониторингова мисия в Украйна на Организацията за сигурност и сътрудничество в Европа (ОССЕ) На 13 март е прострелян смъртоносно американски журналист, докато е снимал репортаж в град Ирпен в покрайнините на Киев,. Убитият журналист, и негов колега са попаднали под обстрел, преминавайки военен контролно-пропускателен пункт.Руската журналистка Оксана Баулина е убита в Киев по време на снимките на репортаж за руския обстрел. Тя е четвъртият журналист, изгубил живота си във войната на Русия в Украйна само за десет дни.
на 02 април 2022 е съобщено, че уркаинският фоторепортер Макс Левин е намерен застрелян в селище близо.  Според„Репортери без граници“ Левин е бил невъоръжен и разпознаваем ки припомнят, че той е шестият журналист, убит от началото на войната на Русия срещу Украйна .

## Евакуация на хора
към 28 март 2022 евакуацията на Мариупол е затруднена, тъй като евакуационните коридори се контролират от Руската федерация.В началото на април 2022 хиляди хора са евакуирани. Около половината от тях са от Мариупол, а  голяма част Запорожието.  Впоследствие се стига до мащабна  евакауация в Мариупол,Бердянск Енергодар и други градове и села в Запорожка област.(1 април2022)   По време на евакуацията 45000 души са  изведени насилствено от окупаторите на град Мариупол, а евакуацията на други 100 000 е осуетена.

## Промени в геополитическата обстановка през 2024 година

### Преизбиране на Владимир Путин
На 18.03.2024 Владимир Путин е преизбран за президент с 87,2 процента Това е пети мандат за руският държавен глава, трети пореден, при това за 6 години. На практика той е във властта от 25 години (20 от тях като президент и 5 като министър-председател). На изборите в Русия не са допуснати наблюдатели за ОССЕ. Има сигнали за огромни нарушения в агитацията и организацията на изборите (например, че са допуснати само подбрани кандидатите, че на армията е оказан натиск при гласуването и пр.) но те няма как да бъдат проверени.

### Избори за европейски парламент
Между 6 и 9 юни се състоят избори за Европейски парламент. Предварителните очаквания са националистическите партии да увеличат влиянието си. Тъй като мнозинството от тях подкрепят Русия, а противниците на Русия (най-вече либералите и ЕНП, а също и зелените) ще намалеят и ЕП ще заеме изчаквателен режим. На няколко пъти се обсъжда замразяване на членството на Унгария, поставя се и въпросът решенията да се взимат с квалифицирано мнозинство (а не с пълно единодушие), на в крайна сметка саботьорската политика на Унгария остава ненаказана. След изботите, въпреки увеличаването на влиянието на крайнодесните консерватори, все пак щетите за проевропейските партии се оказват по-малки от очакваното.

### Предсрочни избори във Франция
Президентът Емануел Макрон има амбиции Франция да бъде водеща политическа сила в Европа. Той се опитва да създаде европейска армия,но конфликта в Украйна отново засилва ролята на НАТО и го кара да преосмисли тази своя позиция. Тъй като към Франция има много критики, че не подпомага достатъчно Украйна във военно отоншение, през пролетта на 2024 Макрон изостря политическото говорене по темата. Той дори допуска, че при определени обстоятелства е възможно НАТО-вски сили да влязат в Украйна.Идеята среща голямо неодобрение сред страните от ЕС (и естествено сред Русия). На конференция в Париж Макрон допуска компромис – обсъдена е идеята да се създаде коалиция от държави, която да предостави ракети с малък и среден обсег на Украйна, а също така НАТО да изпрати военни инструктори в Украйна. Обсъдени са също възможностите за помощ с киберзащита на Украйна, разминиране, подобряване на военната промишелност на ЕС и пр.

### Подкрепа за Путин от Виктор Орбан и саботиране на подкрепата на ЕС за Украйна
От самото начало Виктор Орбан се обявява за основен противник по въпроса да се дава военна помощ на Украйна. Той използва нееднократно различни поводи, за да забавя помощта. Така например на 12.06.2024 Йенс Столтенберг и Виктор Орбан успяват да се договорят, че Унгария няма да участва със свои средства в помощта за Украйна, но няма и да пречи. Но през юли, когато започва домакинството на Унгария (от 1.7.2024 до 1.1.2025), Орбан отново стопира тази помощ – под предлог, че Украйна спира руския природен газ за Унгария. На 5.07.2024 Орбан гостува в Русия, където обсъжда с Путин „мирен план“. Всички страни в ЕС реагират бурно, като отбелязват че той не е упълномощен за такива преговори, както и че има взето решение на ЕС и то трябва да се спазва. Въпреки това в идните дни Орбан представя на европейските лидери концепция за мирен план, която не се различава от руските ултиматуми. Този „мирен план“ не е обсъждан. На 18.07.2024, когато Урсула фон дер Лайен е преизбрана, тя остро  напада Виктор Орбан за неговата саботьорска политика. Факт е, че Орбан дълго време пречи на преизбирането на Урсула фон дер Лайен с довода че тя е „ястреб“ по отношение на Русия. Той твърди, че Тръмп е човек на мира и че европейците трябва да порастнат и да се държат като американците. Орбан обвързва финансовите субсидии на Унгария, включително по Плана за развитие и устойчивост (блокирани заради корупционни практики) с геополитически действия – премахването на ветото спрямо кандидатстването на Финландия за НАТО; премахването на ветото спрямо кандидатстването на Украйна за НАТО; даването от ЕС на парично-военна помощ на Украйна и пр.

### Смяна на генералният секретар на НАТО
На 26.06.2024 Йенс Столтенберг, чиито мандат като генерален секретан НАТО е изтекъл, бива заменен от Марк Рюте. В полза на кандидатурата на Рюте е посочено, че той е диалогичен човек, консенсусна личност и че е успял да убеди Тръмп в ключов момент да не изтегля подкрепата на САЩ за НАТО. Предвид, че към този момент една евентуална нова победа на Доналд Тръмп е много възможна, европейските държави търсят човек, който да е в добри отношения с него и същевременно да подкрепя Украйна. Рюте отговаря и на двата критерия. Нещо повече – според преобладаващото мнение той може да бъде гъвкав и същевременно решителен. Допълнително, неговият голям политически опит натежава над този на други кандидатите.

### Политически събития в САЩ. Влияние върху войната в Украйна
Още през есента на 2023 президентът на САЩ, Джо Байдън подготвя голям финансов пакет на стойност десетки милиарди, с който да бъде закупена военна помощ за Украйна. Бюджетът обаче пада жертва на политическите борби покрай президентските избори. Републиканците имат мнозинство в конгреса и блокират помощта. Администрацията на Байдън опитва различни процедурни ходове – обвързва помощта с помощ за Израел, обвързва я с административния бюджет, предлага облекчени процедури по екстрадиране на емигранти в САЩ. Байдън дори търси подкрепата на републикански депутати. Предложението обаче не се приема близо 9 – 10 месеца. Едва в края на март 2024 предложението е одобрено от Конгреса. Бюджетът, гласуван като помощ за Украйна, в окончателния си вариант е 61 милиарда.
На този фон Тръмп води популистка кампания за спиране на помощта на Украйна. Макар да не изразява ясно позицията си, от някои негови намеци става очевидно, че според него САЩ харчи безогледно много пари за една война, който ѝ е чужда. Самият Тръмп, докато е президент, не започва дори една война, а освен това подготвя изтеглянето на американските военни от Афганистан (завършено от Байдън). Преобладаващите мнения са, че Тръмп е привърженик на изолационизма .